# Karyoferine

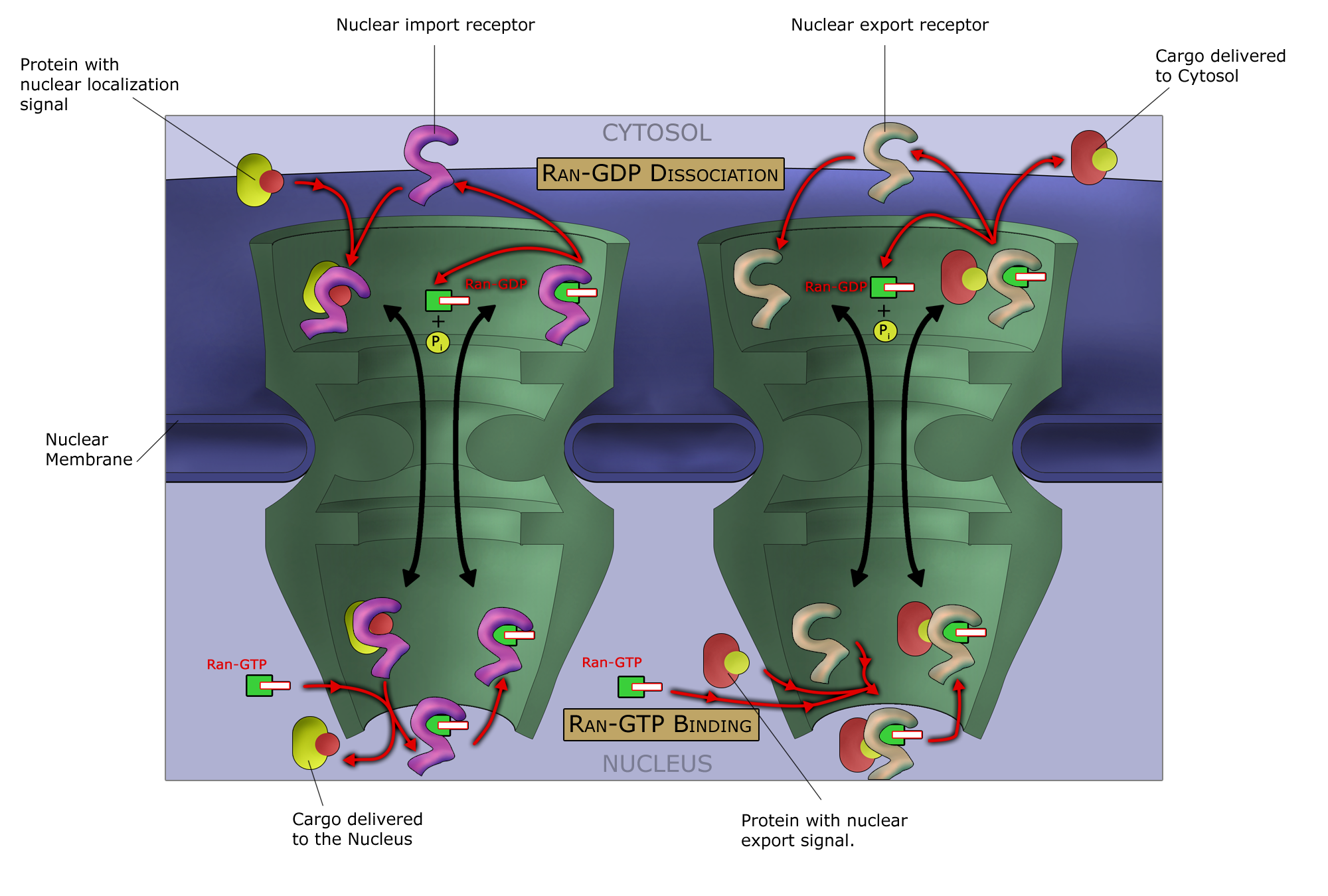
Ran-GTP-cyclus

Karyoferinen (Engels: karyopherins) zijn een groep eiwitten die betrokken zijn bij het transport van moleculen tussen het cytoplasma en de celkern in eukaryoten. Door karyoferinen vindt gecontroleerd transport plaats via de kernporiën, de kanalen die het moleculair verkeer in en uit de celkern verzorgen. De meeste eiwitten hebben karyoferinen nodig om de kernporie te passeren. Energie voor het transport is afkomstig van het Ran-GTP-cyclus. 
Karyoferinen kunnen fungeren als importines (deze helpen eiwitten in de celkern te krijgen) of exportines (deze helpen eiwitten uit de celkern te komen). De karyoferinen behoren tot The Nuclear Pore Complex Family, in de Database voor Transporterclassificatie (TCDB).
Bij stress stoppen karyoferinen het transport tussen de celkern en het cytoplasma en worden ze opgenomen in stresskorrels: cytoplasmatische aggregaten van ribonucleoproteïnecomplexen.